# Naranjos
Naranjos – miasto w Meksyku, w stanie Veracruz.